# Corydalis tauricola
Corydalis tauricola är en vallmoväxtart som först beskrevs av James Cullen och Peter Hadland Davis, och fick sitt nu gällande namn av Lidén. Corydalis tauricola ingår i släktet nunneörter, och familjen vallmoväxter. Inga underarter finns listade i Catalogue of Life.